# Lemoines förmodan
Inom talteori är Lemoines förmodan, uppkallad efter Émile Lemoine, även känd som Levys förmodan efter Hyman Levy, en förmodan som säger att alla udda heltal större än 5 kan skrivas som summan av ett udda primtal och ett jämnt semiprimtal. Lemoines förmodan är relaterad till men starkare än Goldbachs svaga förmodan
Exempelvis 47 = 13 + 2 × 17 = 37 + 2 × 5 = 41 + 2 × 3 = 43 + 2 × 2. (talföljd A046927 i OEIS) räknar på hur många olika sätt 2n + 1 kan skrivas i formen p + 2q.
Enligt MathWorld har förmodan kontrollerats av Corbitt ända upp till 109.
Förmodan framlades av Émile Lemoine 1895.
En liknande förmodan av  Sun gjord 2008 säger att alla udda heltal större än 3 kan skrivas som summan av ett udda primtal och produkten av två konsekutiva heltal  ( p+x(x+1) ).